# Bahía Yendegaia
La bahía Yendegaia, está situada en la costa norte del canal Beagle en la isla Grande de Tierra del Fuego en la zona austral de Chile.
Administrativamente pertenece a la comuna de Cabo de Hornos en la provincia Antártica Chilena, en la Región de Magallanes y la Antártica Chilena y su lado oeste forma parte del parque nacional Yendegaia.
Desde hace aproximadamente 6000 años sus costas fueron habitadas por el pueblo yagán o yámana. A comienzos del siglo XXI este pueblo había sido prácticamente extinguido por la acción del hombre blanco.

## Historia

### Yámanas (y kawéskar)

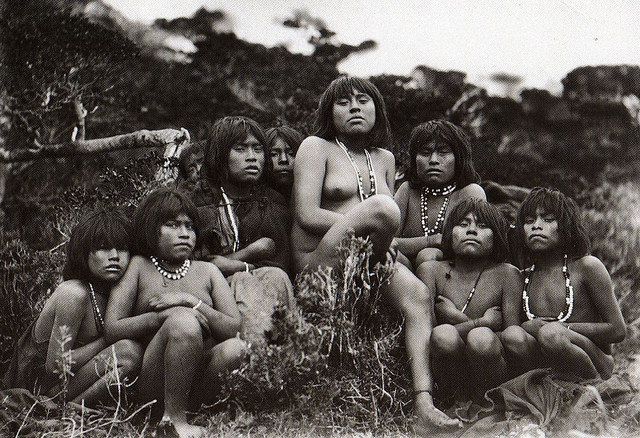
Mujeres yámanas fotografiadas en Tierra del Fuego.

Los canoeros yaganes o yámanas fueron los habitantes habituales de esta bahía en tiempos previos a la presencia de navegantes, buscadores de oro, misioneros anglicanos y hacendados de cultura occidental. Estos navegantes y misioneros identificaron a los yámanas de la bahía como miembros de la parcialidad Wakimaala de ese pueblo. Los yámanas lograron permanecer en estos parajes hasta entrada la segunda mitad de siglo XX, largo tiempo después de iniciados esos procesos de presión desde el exterior. 
En 1938 Junius Bird, después de realizar las primeras investigaciones arqueológicas sistemáticas en la bahía, propuso dos fases culturales diferenciadas y sucesivas en la zona: una primera y más antigua que llamó Shell-Knife Culture (cultura de los cuchillos de concha) y otra posterior, que relacionaba con los yaganes contemporáneos que llegó a conocer, que denominó Pit-House Culture (cultura de las casas-pozo).
En 1917 Furlong aseguraba que también los miembros del pueblo kawéskar (o alacalufe) ocasionalmente se internaban desde sus territorios habituales (que él ubicaba al norte de la Península Brecknock) por el sector poniente del Canal del Beagle hasta Canal Murray, por lo que se habrían encontrado finalmente en Bahía Yendegaia. Esto parece confirmarse por reportes posteriores, como los de una expedición antropológica de 1946 que afirmaba que entre la población yámana de Yendegaia habían también algunos kawéskar, en una presencia que se habría prolongado en la zona incluso hasta los años 70. 
Quedan vestigios de la presencia indígena yámana en la toponimia de la bahía (según una versión recogida en el lugar en 1946 por Grete Mostny vendría de "Yéntecacuaia”, bahía ancha) y los numerosos sitios arqueológicos que se encuentran por todas sus riveras. Un recuento detallado de únicamente la costa noreste de la bahía, realizado en 2016 y 2017, identificó 117 sitios arqueológicos (62 restos de viviendas semisubterráneas, 4 montículos o túmulos, 46 basureros o conchales y 5 aleros rocosos), entre ellos el primer caso de pintura rupestre hallado en la Isla Grande de Tierra del Fuego.

#### La ruta indígena a Seno Almirantazgo

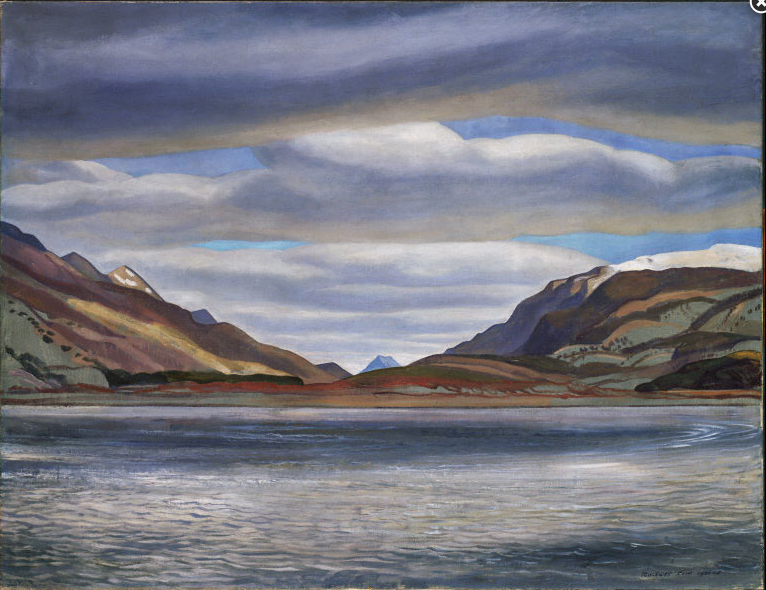
Uno de los cuadros realizados por Rockwell Kent en 1922, registrado paisajes encontrados durante su recreación de la travesía terrestre indígena desde Seno Almirantazgo a Bahía Yendegaia.

Diversos autores y exploradores recogieron a lo largo del siglo XX la existencia de una tradición acerca de una antigua senda yámana terrestre que comunicaba a los indígenas de Bahía Yendegaia, cruzando las estribaciones orientales de la Cordillera Darwin, con otras poblaciones indígenas de Seno Almirantazgo. En 2022 las arqueólogas Gloria Sepúlveda, Carlos Cabello y otras propusieron un trazado de esta ruta en un mapa, en el que se la aprecia subir por el valle de Yendegaia, torcer al Este  en Vega Larga por el breve curso del Río Pirámide, para seguir el Noroeste por el Valle de Lapataia, remontando el Paso de la Muerte o Kent para bajar por el Valle de los Divorcios hacia el Seno Almirantazgo, en Bahía Parry, cerca del desagüe de la laguna del Ventisquero Dalla Vedora  o de La Viuda.. En tiempos históricos, en la primera década del siglo XX, Furlong aseguraba que esa costa del Seno Almirantazgo (e incluso del cercano Lago Fagnano o Cami) aún eran ocupadas por indígenas kawéskar. Mientras que el pintor y explorador Rockwell Kent, que hizo prácticamente la misma ruta propuesta por el grupo de Sepúlveda y Cabello, aunque en sentido inverso, aseguraba que en 1923 todavía quedaba población kawáskar en el extremo norte de la travesía. Kent realizó esa larga caminata inspirado en la historia del kaweskar Pedro, quien, se cree que siguiendo conocimientos ancestrales sobre el paso, en 1885 encabezó el dramático éxodo de 31 selknam y kawéswar que, huyendo de la violenta irrupción de la cultura occidental, viajaron desde Almirantazgo para refugiarse finalmente en la misión anglicana de Ushuaia.
Unos años antes de la travesía de Pedro, en 1882, Giacomo Bove recibió el informe en Yendegaia, a través de un traductor yámana de la misión anglicana Ushuaia, llamado Ococco, de que antiguamente los yámanas locales realizaban travesías terrestres a través de las estribaciones orientales de la Cordillera Darwin, logrando comunicarse con los indígenas del Seno Almirantazgo; una costumbre que ya no se practicaba en ese momento.

### SigloXIX

Algunas exploraciones terrestres de la zona realizadas por occidentales de fines del y del, realizadas muchas veces sobre antiguas sendas tradicionales indígenas, marcadas sobre un mapa del Instituto Geográfico Militar de Chile de 1955 en una escala de 1:250000.

En mayo de 1882, según el explorador italiano Giacomo Bove, quien también hizo un mapa del valle, había un núcleo de población de unos 40 yaganes en Yendegaia, que tenían fama de estar "entre los más turbulentos del Canal Beagle"; es decir, de no estar completamente aculturados o sometidos a la voluntad de los misioneros de Ushuaia y de los navegantes de cultura occidental que incursionaban en la zona. Pese a esta fama recibió una buena acogida y se mostraron con él "extremadamente atentos", pues dice que fue ayudado, guiado un par de ocasiones tierra adentro e incluso recibió ofertas de venta de "dos o tres recién nacidos"; en un eventual síntoma de las presiones demográficas frente a los recursos disponibles o una posible costumbre de adquisición de futuros prosélitos introducida por los misioneros instalados en las inmediaciones. Bove afirma que, en cambio, sí intentó la compra de esqueletos de los antepasados de los yaganes de la bahía (con aparentes fines antropométricos), lo que provocó enfado en los nativos. Aunque comenta que venció esta dificultad con la ayuda de un lenguaraz de Ushuaia, que "tanto hizo y tanto dijo que no me atrevo a contarlo".
Según las publicaciones de los misioneros anglicanos de Ushuaia, en la segunda mitad del siglo XIX los indígenas de Yendegaía, que son llamados en estas fuentes "yendegaians" o "yudengaians", influenciados por la misión, habrían iniciado labores de cultivo y ganadería vacuna en la zona. Por lo que serían estos indígenas (a través de la misión) y no la posterior Estancia Yendegaía los introductores del ganado bagual en la zona. Entre los nombres de los habitantes registrados en estas publicaciones se encuentran: Agarupia, Ahleénatau, Cahnasinik, Dalmacussi, Mãamusceepan, Ouachiktelowloom, Oopooshamacahwilis, Sebisanlacihrhwilis, Tecãatel y Yecatellaceepa. Estas fuentes aseguraban en 1887 de un aparente último yagán de la bahía, que se llamaba Agurupia, quien en esa fecha habría tenido intenciones abandonar el área con su ganado para reinstalarse en la misión, lo que no está claro si se concretó.
En 1898 cierto español avencidando en Ushuaia, José Romero, alegaba ante las autoridades chilenas ser el primero en ocupar y producir en Yendegaia, al tiempo que denunciaba un intento de supuesta usurpación por parte un tal Brusotti, concesionario en Lapataia, del lado argentino de la frontera. En la primera década del siglo XX, en medio del auge minero por las explotaciones auríferas en Navarino y los archipiélagos cercanos, se habría organizado (o al menos se inscribió) una compañía con el fin de explotar vetas de cobre en el área de Yendegaia, una riqueza minera que el español Romero comentaba y promocionaba desde Ushuaia en esos años. Este alegado descubrimiento, fechado entre fines de 1904 y 1905 fue motivo de una cuantiosa emisión de acciones en Valparaíso, para financiar una compañía de la que no se tienen noticias de actividad efectiva.
Entre 1907 y 1908, y en un segundo paso en 1910, el explorador Furlong recorrió la zona, dejando en un mapa de asentamientos indígenas anotado un núcleo de población yamána en la costa noreste de la bahía, aparentemente en las playas ubicadas al norte de la actual Caleta 2 de Mayo.

### La hacienda

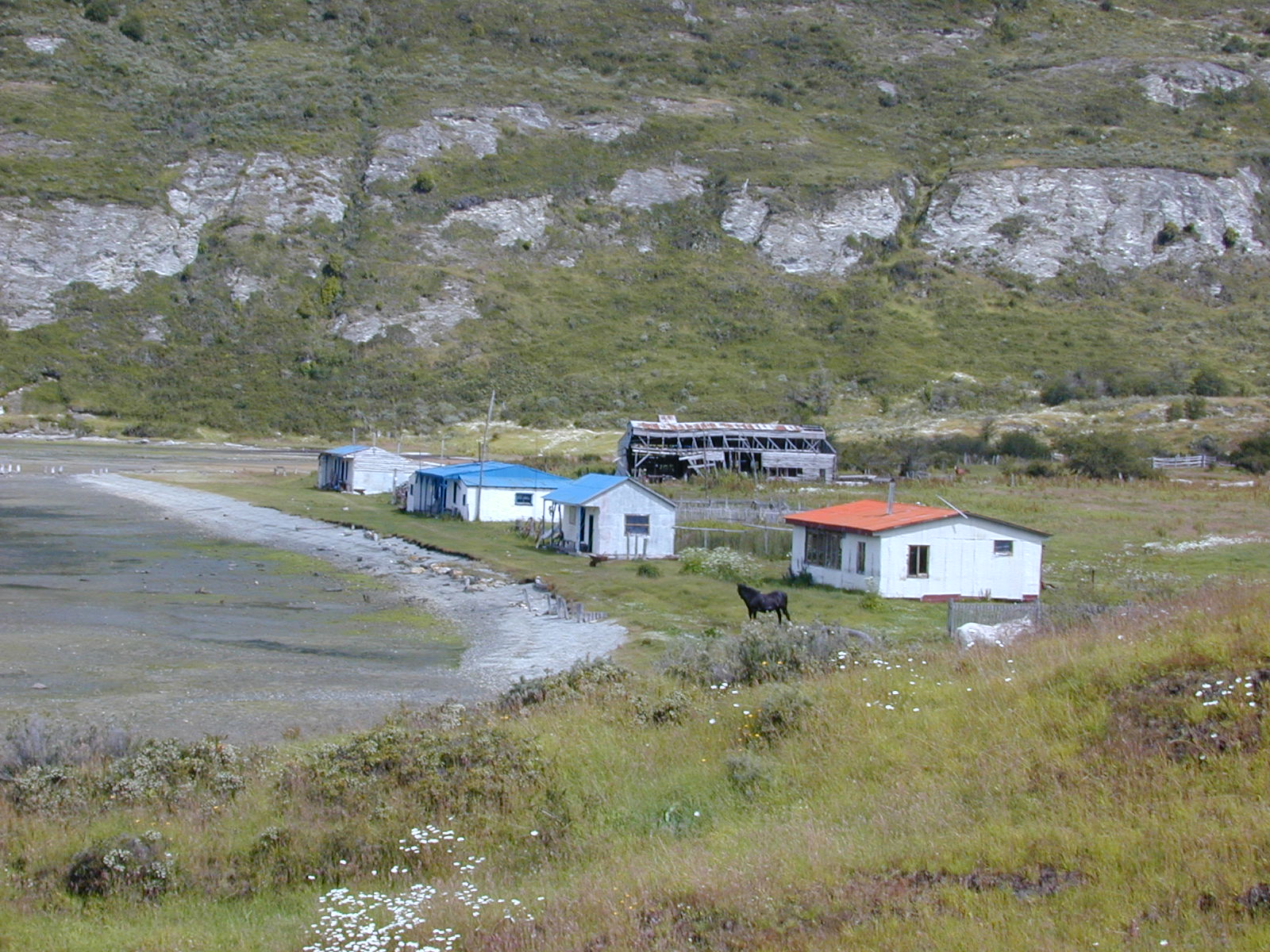
Los restos de la Estancia Yendegaia que permanecen abandonados

Entre 1915 y 1916 Jerónimo Serka y Slavo Besmalinovic habrían iniciado la instalación de la que llegaría ser la posterior Estancia Yendedaia (denominada primero 'Austral Jedegaya'), cuyo casco abandonado se conserva en Caleta Ferrari, en el sector poniente de la bahía. Aprovechando la presencia de caballos y vacas bahuales, desarrollaron una estancia dedicada principalmente a la actividad forestal y a la crianza ovina. Jerónimo Serka fue conocido también por haberse hecho, tras una carambola política, con la concesión de todas las tierras de la vecina Isla Navarino, en un trámite que pudo haber terminado con la expulsión de todos los colonos e yámanas instalados ahí en 1926. Pero tras una polémica en la prensa en Punta Arenas y las gestiones de los colonos ante el gobierno local, se avino a ceder su concesión a cambio de que estos colonos reconocieran una deuda con él de $350.000 de la época.
Por 1930 el escritor Francisco Coloane, quien, como oficial de un juzgado de Punta Arenas, venía de realizar algunas actuaciones en la Isla Navarino, se refugió en la bahía escapando de un temporal, cuando navegaba en un bote salvavidas rescatado por los indígenas yámanas de un naufragio, al que aparejaron con vela mayor y de trinquete. El bote era gobernado por el "indio Félix", un yámana al cual Coloane afirmaba deberle la vida tras ese temporal. Coloane, luego esta navegación terrible, paró un tiempo en la estancia los "señores Serka", decidido a continuar su viaje en el escampavía Micalvi, cuando éste pasara por el lugar. Por esto dejó un breve retrato de la vida en el establecimiento en esos tiempos. Regentaba en  esos días la estancia una hija chilena de los dueños, de la que no registró el nombre, quien se había casado con un oficial argentino de la policía de Ushuaia, por lo que en la estancia había niños nacidos en Chile y Argentina, que jugaban a ser alternativamente chilenos o argentinos. Coloane da a entender que jugaban a la guerra, felicitándose de que esos juegos en los adultos hubiesen terminado después, con las mediaciones y tratados fronterizos de la década de 1980.
Aproximadamente entre 1930 y 1940 funcionó un aserradero en la bahía. Una carta del Instituto Geográfico Militar chileno de 1945 lo denomina Aserradero 2 de Mayo, y lo ubica cerca de la caleta que en la actualidad lleva el mismo nombre. También se aprecia en una otra carta del IGM basada en información de ese año que existió un sector de galpones en la costa noreste, sobre los faldeos que están actualmente más arriba de la desembocadura del río. Dicha desembocadura habría avanzado unos dos kilómetros hasta 2021 por esa orilla, producto de la acumulación de sedimentos; mientras que en el interior del valle, si se cree en el mismo registro, el frente del Glaciar Stoppani ha retrocedido también aproximadamente 2 kilómetros en el mismo lapso.
En agosto de 1931 la dictadura militar argentina de José Félix Uriburu mantenía en Ushuaia, entre otros presos políticos de la Unión Cívica Radical, a Néstor Aparicio, Emir Mercader y Orestes Cassanello, quienes lograron escapar, siguiendo la vía del tren hasta Latapaia, tras lo cual continuaron caminado dificultosamente por la costa, hasta encontrarse con arrieros de Yendegaia, donde por encargo de Luis Serka hijo eran esperados y fueron cobijados, primero en el aserradero de Caleta Dos de Mayo y luego en la Estancia, en un asilo que después, tras trasladarse los perseguidos a Punta Arenas, fue ratificado por las autoridades chilenas.
En 1946 desembarcó en la bahía la “Misión Científica Chilena para el Estudio del Indio Fueguino” que era dirigida por Alejandro Lipschutz y en la que participaba Grete Mostny, junto a un militar, un sanitario, un criminólogo y etnólogos de Ecuador (Antonio Santiana) y Francia (Louis Robin). La publicación de los resultados de la expedición después motivó amargas correcciones y acusaciones de apropiación de trabajo por parte de Santiana. Como sea, el grupo entrevistó a los indígenas yaganes y también kawéskar que en esa fecha habitaban en el área, trabajando también en la Estancia, donde uno de ellos era el mecánico. Estos indígenas hablaban y leían en castellano, pero conversaban entre ellos en yagán, sin diferenciar entre yaganes sujetos a los dos estados nacionales que había anexado sus territorios, Chile y Argentina.

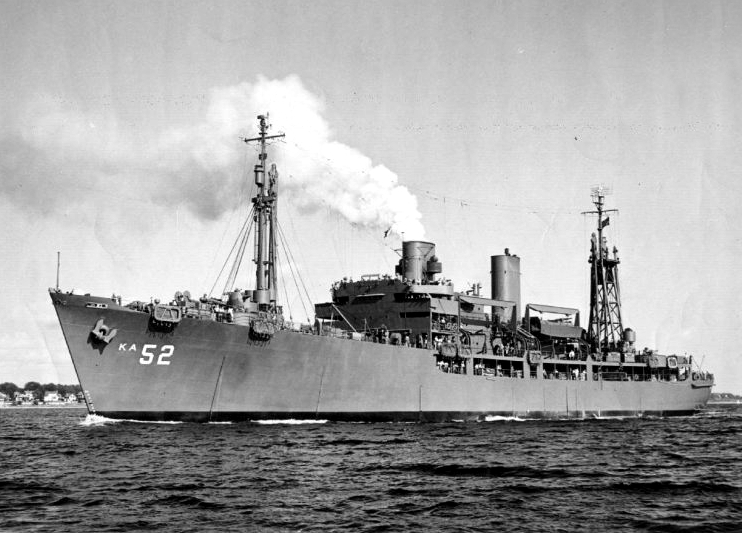
El transporte Presidente Pinto (en la fotografía cuando aún servía en Estados Unidos), que recaló un par de veces en Yendegaia llevando la comitiva presidencial chilena que se dirigía a inaugurar bases antárticas y reclamar soberanía en 1948.

En la segunda mitad de la década del 1940 la bahía fue utilizada para el amarizaje de hidroaviones militares chilenos en tránsito hacia la Antártica. Así mismo la expedición que llevó en 1948 al presidente local Gabriel González en el transporte Pinto, a inaugurar bases y reclamar soberanía sobre el llamado Territorio Chileno Antártico, recaló de ida en la bahía, donde la comitiva realizó actividades en tierra; teniendo que volver a abrigarse en ella tras un primer intento de cruzar el Paso Drake o Mar de Hoces, frustrado por tormenta.
En 1962 ya se habrían destinado en la bahía algunos carabineros del primer núcleo de la posterior Tenencia de Carabineros Yendegaia (un pequeño cuartel a cargo de un teniente) en el sector de Caleta 2 de Mayo, en el extremo oriental de la bahía, más cercano a la frontera con Argentina; cuartel que existe hasta el presente (2023). Aunque el primer retén fue oficialmente instalado recién dos años después, en mayo de 1964; siendo promovido a tenencia en septiembre de 1967, como un cartel de fronteras dependiente de la comisaría de Puerto Williams.

### Área protegida y camino de penetración
Posteriormente después de la muerte de Pedro Serka, asumió como dueño al comprar las partes de sus hermanos Miguel Jerónimo Serka D´angelosanti quien continuo con la actividad ganadera y forestal. Posteriormente, ya después de su muerte en 1988, fue vendida a la agrupación “Amigos de Yendegaia” en un precio simbólico y finalmente a comienzos del siglo XXI perteneció a la fundación Yendegaia ligada al multimillonario Douglas To0mpkins, quien en 2013, bajo la primera administración Piñera, se traspasaron las tierras al Estado para la creación de un parque nacional, el cual luego de un periodo de tramitación, oficialmente empezó a funcionar en marzo de 2016.
En 1978 se realiza la Expedición Vicuña-Yendegaia a cargo de Hans Niemeyer para definir la viabilidad de realizar una senda de penetración que conecte ambos sectores.  En 1994 el Gobierno de Chile decidió iniciar la construcción de una vía terrestre entre Vicuña-Yendegaia que con un total de 139 kilómetros dará conectividad e integridad territorial entre la parte norte de Tierra del Fuego y la isla Navarino y generará un circuito turístico de indudable belleza. A comienzos del año 2012 se habían construido 74,71 kilómetros. Se estimaba que a fines de 2020 estaría terminada la obra (en 2024 se volvía a estimar la finalización en 2035). Para construir el camino el estado chileno pagó una suma importante al magnate estadounidense por concepto de expropiación de tierras. Hay sectores donde la ruta pasará sobre los "conchales" (antiguos asentamientos de la cultura Yagán).

## Aspecto de las costas
Está rodeada de elevados cerros, entre los que destaca Las Pirámides de 1300 metros de altura, y bien defendida de los vientos del tercero y cuarto cuadrante que son los frecuentes en la región. Al fondo del saco de la bahía desemboca el río Yendegaia que arrastra sedimentos de los Glaciares Stopanni y Bower. Hay una ruta maderera que ocupaban los primeros colonos instalados en caleta Ferrari y una pista aeronáutica de tierra en estado de mantención incierto en el mismo sector.

## Clima
Pertenece a la región cordillerana donde reina casi de continuo el mal tiempo, copiosa lluvia y cielo casi permanentemente nublado. Hiela rara vez. De junio a septiembre la temperatura baja mucho pero nunca bajo los 11° bajo cero. En verano la temperatura llega a veces a los 24°. El clima puede calificarse como muy variable.

## Vientos
Está protegida contra los vientos del tercero y cuarto cuadrante que son los dominantes en la región. Los vientos del NO al N se sienten con fuerza canalizados por una profunda garganta que atraviesa la cordillera de Darwin y llega al seno Almirantazgo.

## Producción
No hay facilidades para hacer agua ni en caleta Ferrari ni el río Yendegaia que desemboca al fondo porque es fangoso.

## Ubicación
Está ubicada en la ribera norte del canal Beagle a sólo dos millas del límite internacional con la República Argentina y en el extremo oriental de la cordillera de Darwin. Es una excelente bahía, amplia, que se interna hacia el interior de Tierra del Fuego en dirección NO. 

## Geografía
Sus coordenadas son L: 54° 51' S, G: 68° 50' W a los pies del campo de hielo de la cordillera Darwin.

## Fondeaderos y surgideros
La bahía tiene siete millas de saco por uno tres cuarto millas de ancho. Es profunda y limpia. El fondo es fango. Muy buen tenedero.
En su interior hay tres caletas: caleta Dos de Mayo, caleta Contreras y caleta Ferrari. En caleta Dos de Mayo, donde hay una rampa de transbordadores o ferrys, existe, desde 1962, una tenencia de Carabineros de Chile y al fondo del saco, costado oeste, está la caleta Ferrari donde se encuentran los restos de las casas e instalaciones de la estancia Yendegaia. Frente a caleta Ferrari pueden anclar buques de cualquier tonelaje en 30 metros de agua. En la costa oeste frente a caleta 2 de mayo, se encuentra el islote Contreras y tras éste la caleta del mismo nombre la cual es ocupada como fondeadero por las embarcaciones en caso de temporal. En caleta Contreras también hay una cascada que vierte sus aguas directamente en la bahía y de donde los pescadores surten sus embarcaciones como alternativa al agua potable de puerto. No hay instalaciones.